# Улус

Землі, підконтрольні Великому Монгольському Улусу-Орді

Улус (монг. — плем'я, люди, народ, спільнота, військо, держава) — назва племені
адміністративного утворення, у стародавніх тюркомовних і ойратомовних народів степу — синонім слів «орда», урда і юрт. У зв'язку з тим, що в стародавніх народів степу кожне плем'я являло собою одночасно військо-державу (орду), з часом це слово стало також використовуватись і в такому значенні. Монгольську імперію було поділено на чотири частини, тобто улуси.
Найвідоміший приклад вживання — україномовна історіографія, присвячена періоду Ординського або Монгольського царства, Великої Монгольської Орди або Іх Монгол Улус — Великого Монгольського Улусу — державному утворенню на землях Великого Степу, яке, за різними оцінками, проіснувало з XIII по XIV або й до XX ст., і в якому по відношенню до її складових прийнято також використовувати поряд з назвами орда, держава і уділ термін «улус».

## Сучасний вжиток
- У 1920—1930 роках улус був адміністративною одиницею Калмикії, аналог району.
- У сучасній РФ улусами називаються райони Якутії і дрібні поселення сільського типу в Бурятії (якут. улуус, бур. улас), у яких переважає місцеве населення.
- У сучасній монгольській і калмицькій мовах улусами називаються держави світу, так само як і степові племена та орди часів античності й середньовіччя.

## Історія державності народів Степу
Формування поняття улуса й орди засвідчує формування уявлень про державу в народів Степу від стародавніх часів до наших днів. Первісно термін «улус» (орда) позначав представників одного покоління роду-племені, з часом також і військо, сформоване на основі даного племені. Тривалий час у Степу саме військовим одиницям різних розмірів належали державотворчі функції (на відміну від Європи, де держави утворювались переважно на основі громад міст-полісів). Саме таким чином було утворене Ординське царство — держава Великої Монгольської Орди, яке поклало початок корінним перетворенням багатовікового кочового укладу степовиків. Це державне утворення пройшло шлях від військового формування до повноцінної держави-імперії в європейському сенсі цього слова.
У значенні уділу термін «улус» початково стосувався частин Монгольської імперії, призначених Чингізханом 4-м синам-спадкоємцям.
Уділ великого кагана не мав спеціальної назви (хіба тільки «юрт» як
метафора батьківського дому), а для інших уділів для запобігання
двозначності терміна вживали уточнюючі визначення: два називали
за іменами синів-власників («Улус Джучі», «Улус Чагатая»), а уділ, який утворив онук Чингізхана Хулагу з центром в Ірані, називався за титулом правителя «іль-хан», що демонстрував підлеглий великому кагану статус.
Уділ Огедея був розформований внаслідок усобиці. Через децентралізацію Монгольської імперії на початку 14 ст. і перетворення улусів на де-факто суверенні держави термін утратив значення уділу, що
спричинило витіснення монгольських самоназв з міжнародного вжитку
іноземними («Золота Орда», або «Кипчацький ханат» замість «Улусу Джучі»).

## Улусний поділ у Золотій Орді
Улусний поділ у Золотій Орді запровадив хан Бату (Батий) одразу по завершенні походу в Центральну Європу, і його засвідчив 1245 Плано Карпіні. На території Східної Європи існувало 5 улусів.
Кордони між ними були проведені по великих річках. Їхні території включали і степові регіони з переважно кочовим населенням, і регіони з переважно осілим населенням (Русь, Волзька Болгарія, землі мордви та ін. народів лісової зони). Адміністративними центрами улусів виступали зазвичай міста, розташовані на півдні, у степах, де зимували кочові скотарі, а кордони були ясно задані руслами річок. Північні території улусів, які лежали далі витоків пограничних річок, становили непевну прикордонну зону. Завдяки значній автономії улусів їхні кордони вплинули на наступну політичну та етнічну історію Східної Європи. Відомі 5 західних улусів (назви умовні):
- Дунайсько-Дністровський улус;
- Дністровсько-Дніпровський улус;
- Дніпрово-Донський улус;
- Донсько-Волзький улус;
- Волзько-Уральський (Волзько-Яїцький) улус[1].